# 宮坂 (小惑星)
宮坂（3555 Miyasaka）とは、カール・ラインムートが1931年に発見した小惑星である。日本の天文学者である宮坂正大の姓にちなんで命名された。